# عين السوق (دوار امهروق)
عين السوق هو دُوَّار يقع بجماعة أكلموس، إقليم خنيفرة، جهة بني ملال خنيفرة في المملكة المغربية. ينتمي الدوّار لمشيخة دوار امهروق التي تضم 6 دواوير. يقدر عدد سكانه بـ 263 نسمة حسب الإحصاء الرسمي للسكان والسكنى لسنة 2004.

## روابط خارجية
- البوابة الوطنية للجماعات الترابية نسخة محفوظة 12 مارس 2018 على موقع واي باك مشين.
- المندوبية السامية للتخطيط